# Giovanni Battista Zupi
Giovanni Battista Zupi oder auch latinisiert Zupus (* um 1590 in Catanzaro; † 1650 in Neapel) war ein italienischer Astronom, Mathematiker und Priester des Jesuitenordens.

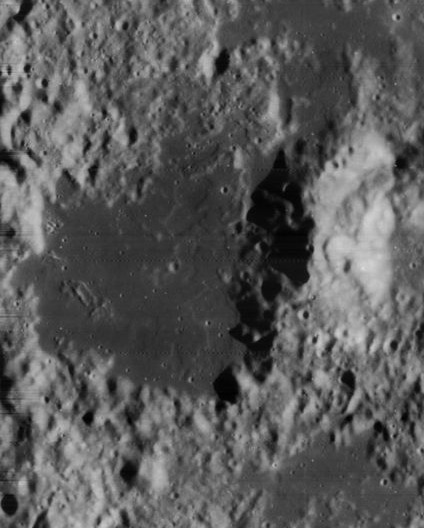
Der Krater Zupus auf dem Mond wurde zu Ehren Zupis benannt.

Im Jahre 1639 entdeckte Zupi als Erster, dass der Planet Merkur auf seiner Umlaufbahn Phasen zeigt, ähnlich wie es beim Mond und der Venus der Fall ist. Seine Beobachtungen bewiesen, dass Merkur die Sonne umkreist. Dies geschah nur 30 Jahre, nachdem Galileo Galilei sein erstes Fernrohr gebaut hatte; Zupis Fernrohr hatte nur eine minimal höhere Leistung. Nach ihm ist der Mondkrater Zupus benannt.
Im Jahr 1935 wurde ein Mondkrater nach ihm benannt: Mondkrater Zupus. Am 15. Oktober 2021 wurde ein Asteroid nach ihm benannt: (227152) Zupi.